# Resolución 1545 del Consejo de Seguridad de las Naciones Unidas
La Resolución 1545 del Consejo de Seguridad de las Naciones Unidas, adoptada por unanimidad el 21 de mayo de 2004, tras recordar todas las resoluciones sobre la situación en Burundi, en particular la Resolución 1375 (2001), estableció la Operación de las Naciones Unidas en Burundi (ONUB) para lograr la paz y la reconciliación nacional en el país. 
La operación de la ONUB reemplazaría a la misión de la Unión Africana en el país.

## Resolución
El Consejo de Seguridad reiteró su apoyo al Acuerdo de Paz y Reconciliación firmado en Arusha en 2000 y exhortó a las partes pertinentes a que cumplieran los compromisos contraídos en virtud del acuerdo. Se instó a las instituciones de transición a promulgar legislación para los preparativos electorales antes de que terminara el período de transición el 31 de octubre de 2004. Señaló que se firmaron dos acuerdos de alto el fuego entre el Consejo Nacional para la Defensa de la Democracia – Fuerzas para la Defensa de la Democracia (CNDD-FDD) y el gobierno de transición, aunque continuaron las hostilidades en algunas partes de Burundi.
El preámbulo de la resolución también condenó todas las violaciones de los derechos humanos y del derecho internacional humanitario, incluidas las violaciones masivas, y la necesidad de llevar a los autores ante la justicia. Existía preocupación por la situación económica y humanitaria de la mayoría de la población civil. Entretanto, el Consejo acogió con satisfacción los progresos realizados en la preparación del programa de desarme, desmovilización y reintegración (DDR) de los combatientes, y elogió los esfuerzos de una misión de la Unión Africana desplegada en Burundi. También era consciente de las dificultades que suponía mantener la estabilidad en Burundi a menos que se lograra en los Estados vecinos, en particular en la República Democrática del Congo .
Actuando en virtud del Capítulo VII de la Carta de las Naciones Unidas, el Consejo autorizó la operación de la ONUB por un período inicial de seis meses, a partir del 1º de junio de 2004. Estaría encabezado por el Representante Especial del Secretario General y estaría integrado por 5.650 militares y 120 policías.  Además, se le autorizó a utilizar todos los medios necesarios para cumplir el siguiente mandato :  
- Vigilar e investigar cualquier violación del alto el fuego;
- Fomentar la confianza entre las fuerzas burundesas, recogiendo y asegurando las armas;
- Desarmar y desmovilizar a los combatientes;
- Vigilar el acantonamiento de las fuerzas armadas y su armamento pesado;
- Vigilar el tráfico ilegal de armas;
- Proporcionar condiciones seguras para la prestación de la ayuda humanitaria y el regreso de los refugiados;
- Proporcionar un entorno seguro para el proceso electoral;
- Proteger a la población frente a amenazas inminentes;
- Proteger al personal y las instalaciones de las Naciones Unidas y coordinar los esfuerzos de desminado .

La ONUB también recibió la tarea de ayudar al Gobierno de Burundi mediante la vigilancia de las fronteras del país, las reformas institucionales, la capacitación del ejército y la policía, las actividades electorales, la reforma de los sistemas judicial y penal, la promoción y protección de los derechos humanos, la extensión de la autoridad del Estado en todo el país y la gestión del programa nacional de desarme, desmovilización y reintegración. 
La resolución pidió a Burundi que concluyera un acuerdo sobre el estatuto de las fuerzas con el Secretario General Kofi Annan en el plazo de 30 días, y se instó a todas las partes a cooperar con la ONUB. También era necesario que la ONUB tuviera acceso a canales públicos eficaces, como la radio, la televisión y los periódicos, para promover el proceso de paz y el papel de la operación en Burundi. Mientras tanto, se instó a los donantes a contribuir al desarrollo a largo plazo de Burundi.
Por último, el Consejo ordenó a la operación en Burundi y a la Misión de las Naciones Unidas en la República Democrática del Congo (MONUC) coordinar sus actividades e intercambiar información militar, en particular sobre el movimiento de rebeldes y de armas . Se pidió al Secretario General que informara periódicamente sobre la situación en Burundi.